# Mesostenus rufoniger
Mesostenus rufoniger är en stekelart som beskrevs av Meyer 1922. Mesostenus rufoniger ingår i släktet Mesostenus och familjen brokparasitsteklar. Inga underarter finns listade i Catalogue of Life.